# Club Esportiu Cardassar
Il Club Esportiu Cardassar è una società calcistica con sede a Sant Llorenç des Cardassar, nelle Isole Baleari, in Spagna. 
Gioca nella Tercera División, il massimo livello dilettantistico del campionato spagnolo. Fondato il 1º luglio 1924 come Club Deportivo Descaradazar, ottiene nel 1949 l'attuale denominazione.

## Tornei nazionali
- 1ª División: 0 stagioni
- 2ª División: 0 stagioni
- 2ª División B: 0 stagioni
- 3ª División: 18 stagioni[1]

## Stagioni
| Season  | Tier | Division      | Place |
| ------- | ---- | ------------- | ----- |
| 2001/02 | 4    | 3ª            | 9h    |
| 2002/03 | 4    | 3ª            | 17th  |
| 2003/04 | 4    | 3ª            | 19th  |
| 2004/05 | 5    | 1ª Reg. Pref. | 7th   |
| 2005/06 | 5    | 1ª Reg. Pref. | 8th   |
| 2006/07 | 5    | 1ª Reg. Pref. | 11th  |
| 2007/08 | 5    | 1ª Reg. Pref. | 18th  |
| 2008/09 | 5    | 1ª Reg. Pref. | 15th  |
| 2009/10 | 5    | 1ª Reg. Pref. | 9th   |
| 2010/11 | 5    | 1ª Reg. Pref. | 10th  |
| 2011/12 | 5    | 1ª Reg. Pref. | 7th   |
| 2012/13 | 5    | 1ª Reg. Pref. | 10th  |
| 2013/14 | 5    | 1ª Reg. Pref. | 4th   |
| 2014/15 | 5    | 1ª Reg. Pref. | 3rd   |
| 2015/16 | 5    | 1ª Reg. Pref. | 8th   |
| 2016/17 | 5    | 1ª Reg. Pref. | 12th  |
| 2017/18 | 5    | 1ª Reg. Pref. | 20th  |
| 2018–19 | 5    | 1ª Reg.       | 3rd   |
| 2019/20 | 5    | 1ª Reg. Pref. | 1st   |
| 2020/21 | 4    | 3ª            |       |